# Piplärkan 13

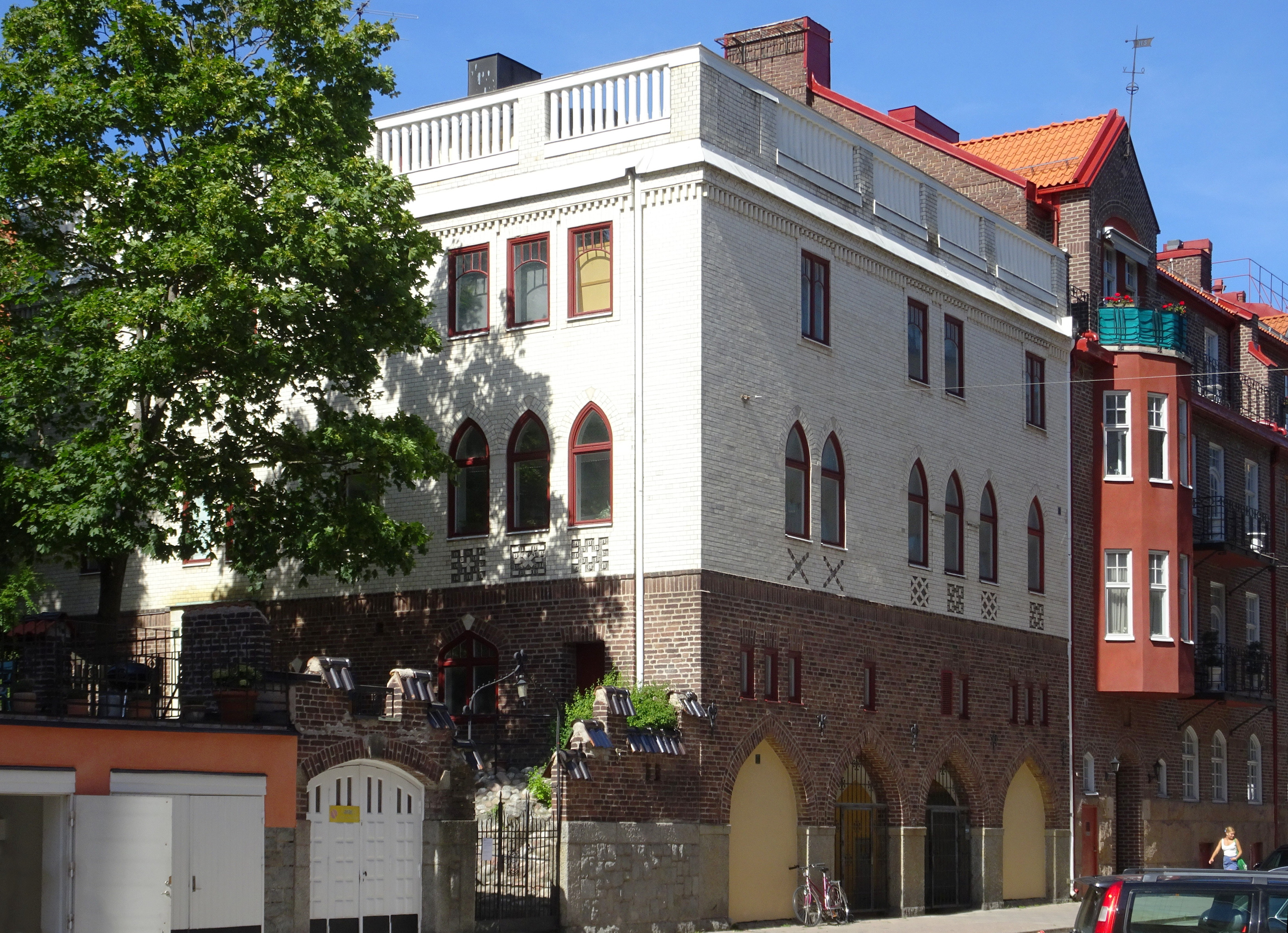
Piplärkan 13, Uggelviksgatan 5, augusti 2022.

Piplärkan 13 är en kulturhistoriskt värdefull fastighet i kvarteret Piplärkan i Lärkstaden på Östermalm i Stockholm. Den ursprungliga stadsvillan vid Uggelviksgatan 5 uppfördes 1912–1913 för juristen Per Cronvall efter ritningar av arkitekt Ivar Engström. Fastigheten är grönmärkt av Stadsmuseet i Stockholm, det innebär "särskilt värdefull från historisk, kulturhistorisk, miljömässig eller konstnärlig synpunkt". En av fastighetsägarna var den excentriske mångmiljonären John-Henry Sager vilken gömt en omtalad guldskatt i huset. Sedan 1986 finns här Fritidshemmet Sagerska som hör till Engelbrektsskolan.

## Byggnadsbeskrivning

### Allmänt

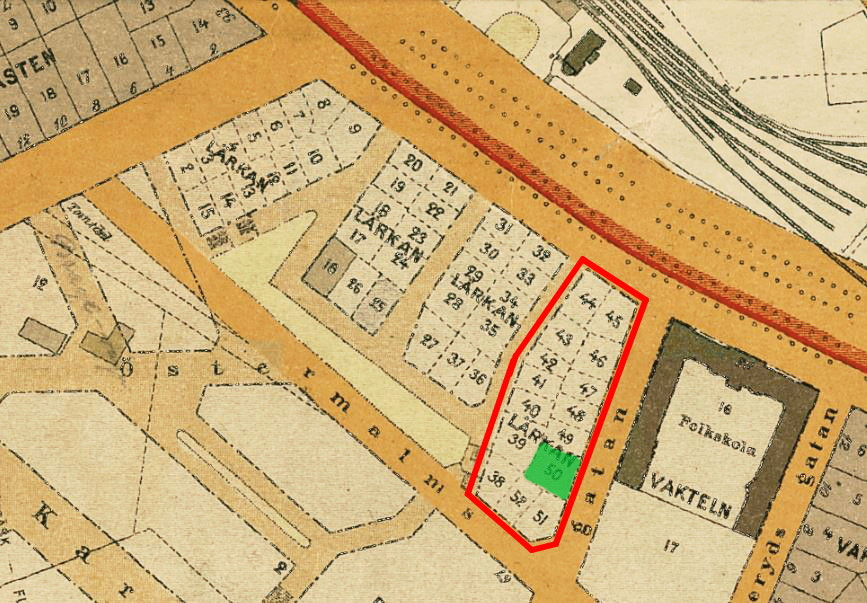
Kvarteret Lärkan, tomt nr 50 (nuvarande Piplärkan 13), 1909.

Tomten nummer 50 i kvarteret Lärkan (sedermera namnändrad till Piplärkan 10) vid Uggelviksgatan 5 köptes i juni 1911 av juristen Per Cronvall. Fastigheten utgjorde den södra hörntomten i längan Piplärkan 9–13 och omfattade en areal om 537,6 kvadratmeter ”å fri och egen grund”. Till egendomen hörde även mark för en infart från gatan och en liten trädgård i nordväst. I källorna uppges att Cronwall var både byggherre och byggmästare. Byggnaden var bland de sist färdigställda i Lärkan och presenterades i Svenska Dagbladet den 15 december 1912 under rubriken ”Lärkstaden i det närmaste färdig”.

### Exteriör

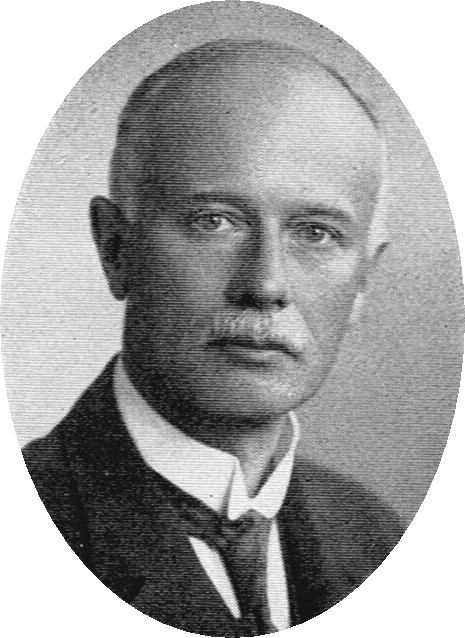
Byggherren Cronvall.

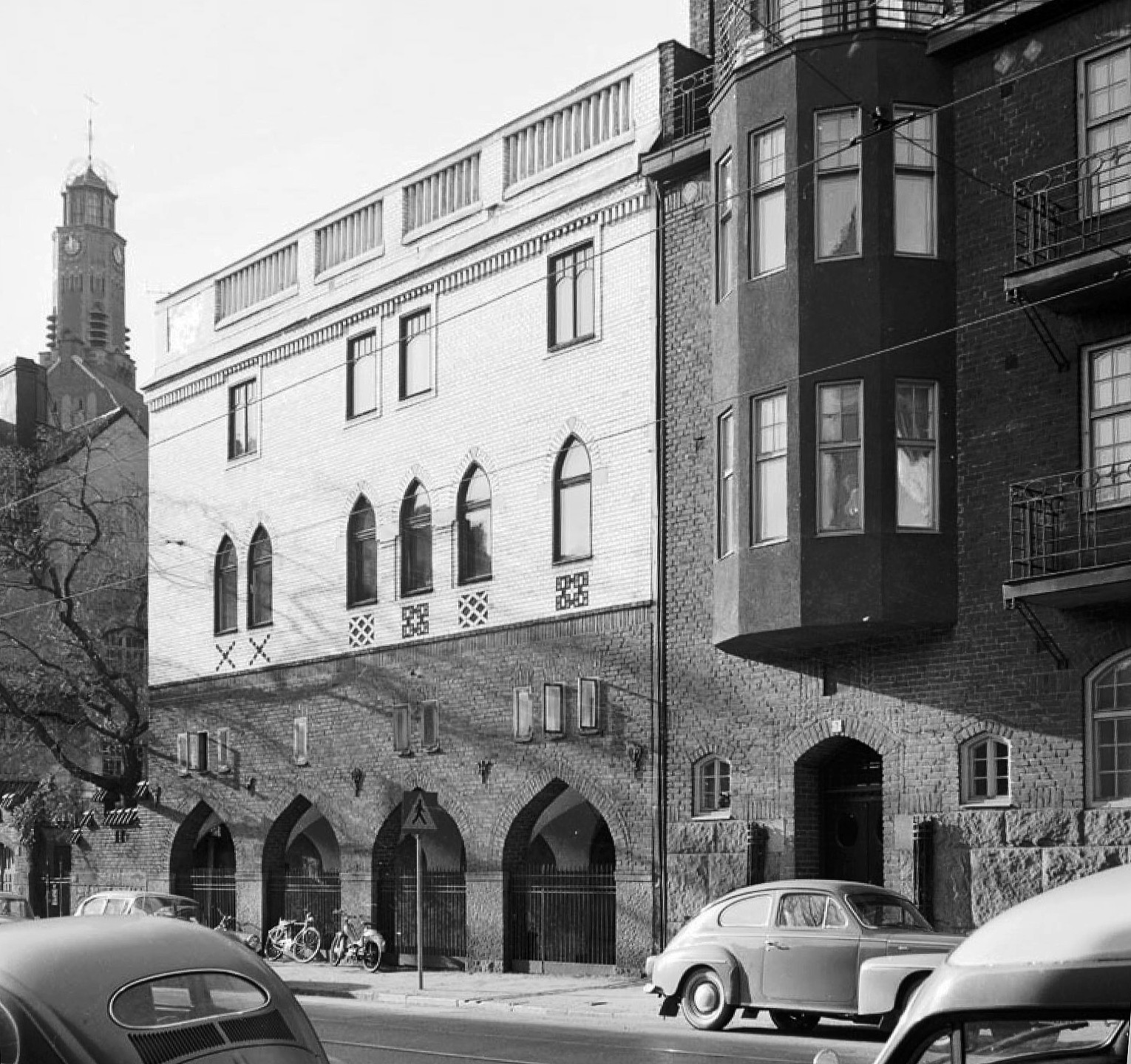
Uggelviksgatan 5 och 7, 1962.

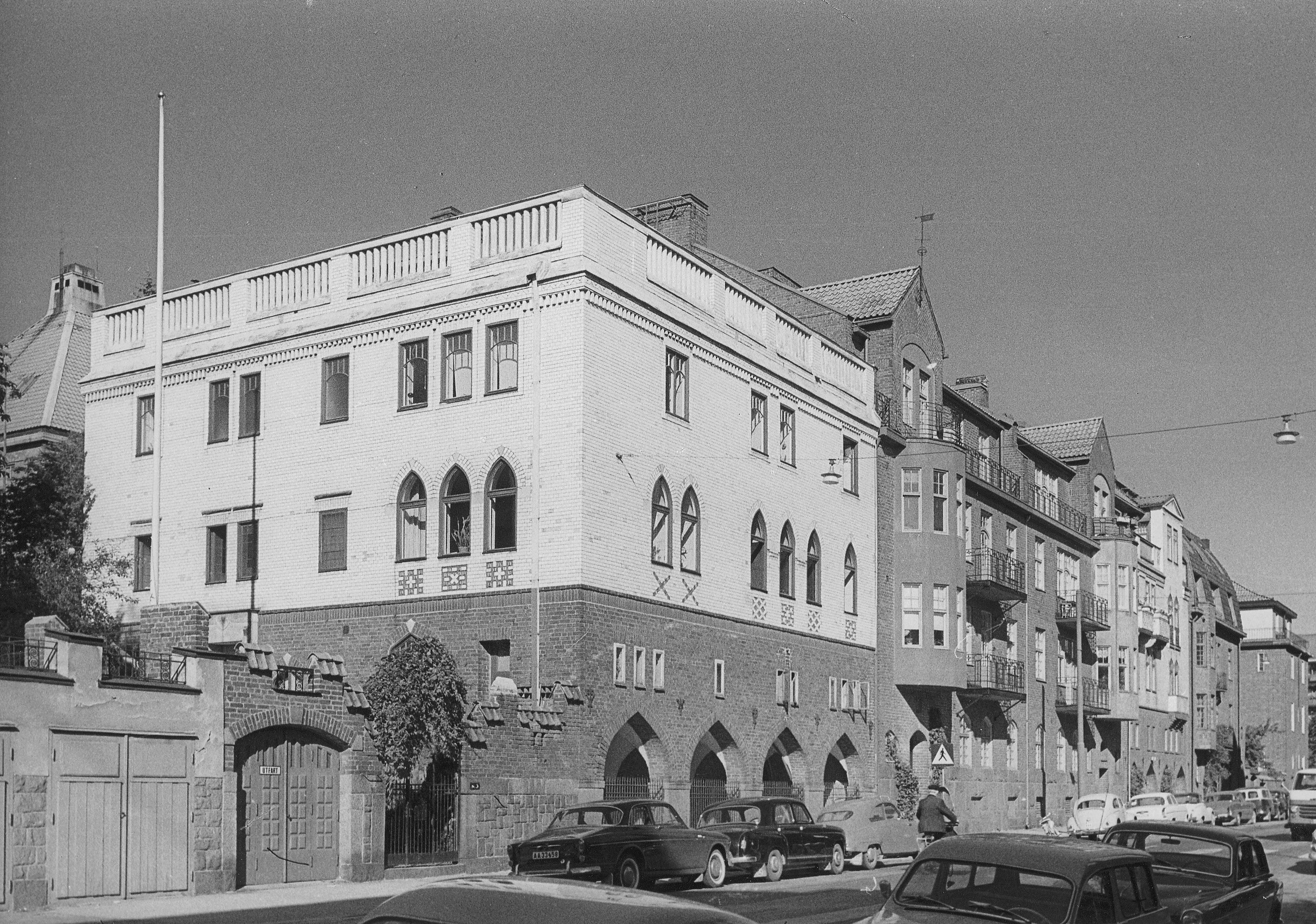
Uggelviksgatan 5–13, 1963.

Piplärkan 13 uppfördes som ett litet venetianskt palats i tre våningar mot gatan och, på grund av sluttningstomt, i två våningar mot gården. Yttertaket utfördes plant med en balustrad runtom och plats för planteringar innanför. Takplanteringar i stadsmiljö var något nytt i Stockholm och i Svenska Dagbladet fann man ”att särskild i så tätt bebyggda delar av staden som kvarteret Lärkan […] är det en fördel av oskattbart värde att förvandla hela takytan till en oas…”
Fasaden mot gatan och gaveln består i höjd med källarvåningen av rödbrunt tegel och för övrigt av vitt, delvis mönstermurat tegel. Under takfoten löper ett tandsnitt. Mot gatan märks en arkad som består av fyra spetsbågiga valv med dekorativa ankarslut däremellan. Arkadgången hade ursprungligen kryssvalv och var mot gatan avstängd av höga smidesräcken. Idag är två av dem igenmurade. Sockeln är av granit. Fönstren mot gatan på våning en trappa utfördes spetsbågiga i övrigt raka. 
En krenelerad tegelmur med smidesgrind skiljer gården från gatan. På gavelfasaden finns en grupp om tre fönster med spetsbåge som tidigare hörde till herrummet i bottenvåning. Den bevarade entréporten på gaveln inramas av en portal i marmor. De ursprungliga belysningsarmaturerna i koppar sitter kvar. Överst på portalen syns ett litet vapen med bokstaven "C" (för Cronvall).
Gårdsfasaden avviker genom sin rika utsmyckning från husets övriga fasader. Här har byggnaden ett centralt placerad burspråk i bottenvåningen som kröns av en balkong och fortsätter ovanför takbalustraden med en frontonsmyckad frontespis. Mot balkongen öppnar sig ett stort spetsbågigt fönsterparti med balkongdörr som ursprungligen ledde till vardagsrummet på våning en trappa. Intill märks en framträdande fasaddel som sträcker sig över två våningar. Idag misspryds den vackra gårdsfasaden av en utrymningstrappa.
En lika egenvillig fasadutformning tillämpade Engström även på Sånglärkan 11 och Piplärkan 10 vilka samtidigt illustrerar Lärkans omväxlande gestaltning som både kritiserats för att vara ”brokig” och rosats för sin ”arkitektoniska mångfald”. Medan nationalromantiken och jugend dominerar lärk-kvarteret visar Piplärkan 10 och 13 drag av venetianskt arkitektur från 1500-talet. Stilen var modern i Stockholm kring sekelskiftet 1900 och finns bland annat på Hallwylska palatset, Konstnärshuset och Linné-Teatern.

### Interiör
Piplärkan 10 uppfördes som stadsvilla för familjen Cronvall. Arkitekten skräddarsydde huset för Cronvall och några av rummen bär på ritningen barnens namn. Inga dubbletter eller andra uthyrningsbara rum fanns i huset. Att hyra ut några lägenheter utan kök var annars ganska vanligt i lärk-kvarteren. 
Rumsfördelningen var enligt arkitektritningarna från 1911 följande:
- Källarvåning (under del av huset) – entré, kapprum, huvudtrappa, portvaktsrum, pannrum, kol- och vedförråd, matkällare, slöjdrum
- Bottenvåning – kapprum, trappa (ner till källarvåningen), herrum, matsal och serveringsrum (mot gatan), hall med interntrappa till övervåningen, fruns rum och kök (mot gården)
- Våning 1 trappa – sängkammare, ”Margits rum”, jungfrukammare (mot gatan), ”Torstens rum”, vardagsrum med balkong och ett gästrum (mot gården), dessutom badrum, toalettrum och ett borstrum med vatten och avlopp (en sorts dåtida städskrubb)

Garage under gården och garageport mot gatan anordnades 1929, arkitekt Ivar Engström. Under ny ägare flyttades 1967 entrén från gaveln till gårdssidan och en ny invändig trappa byggdes. 1986 ombyggdes huset till fritidsgård och huvudentrén flyttades tillbaka till gaveln. De flesta utrymmen i huset är idag (2022) ombyggda och anpassade till fritidsverksamheten. De båda trapphallarna på bottenvåning och våning en trappa bevarar i stort den ursprungliga interiören.

Interiörbilder
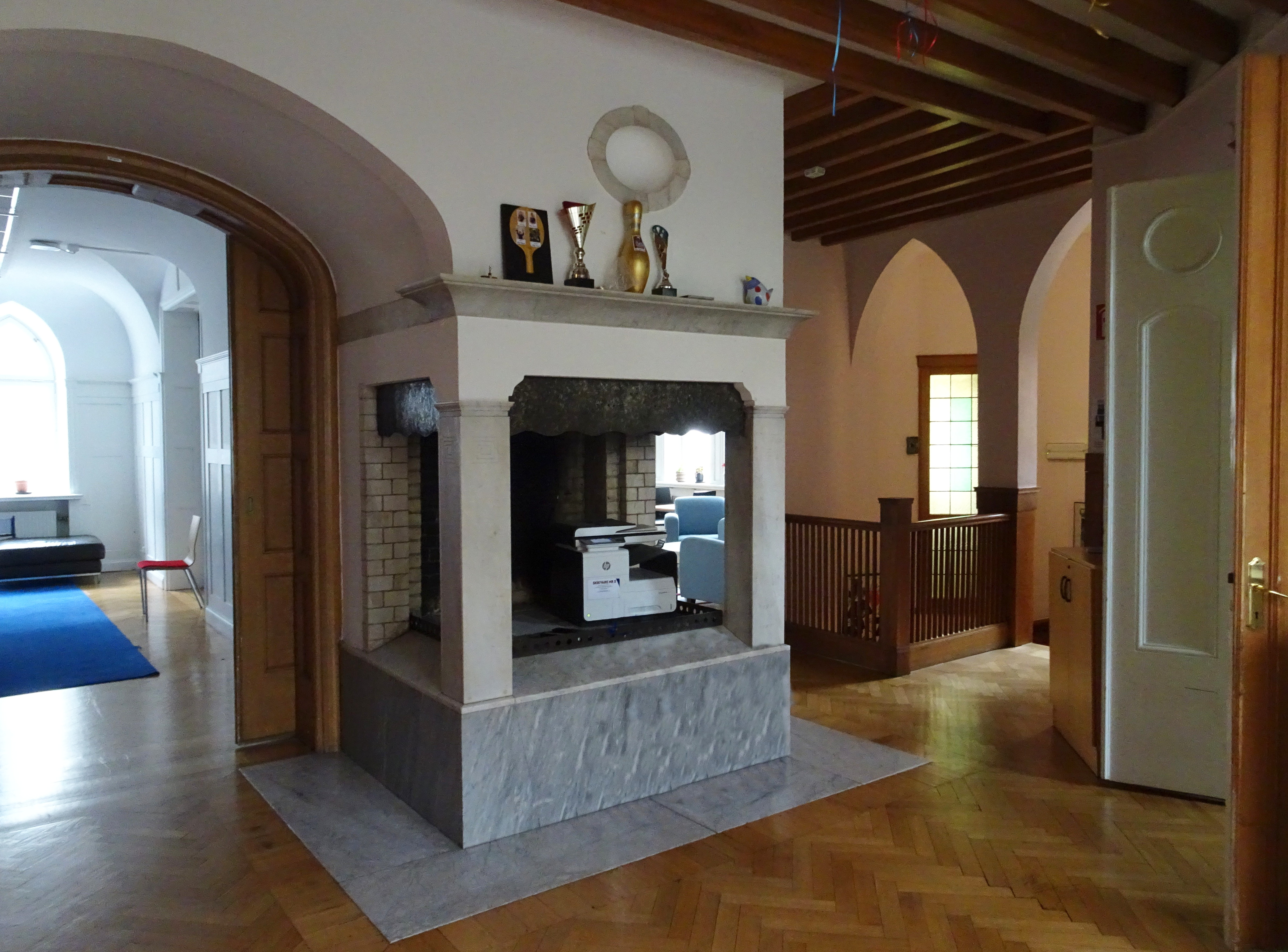
Entréhall, bottenvåning.
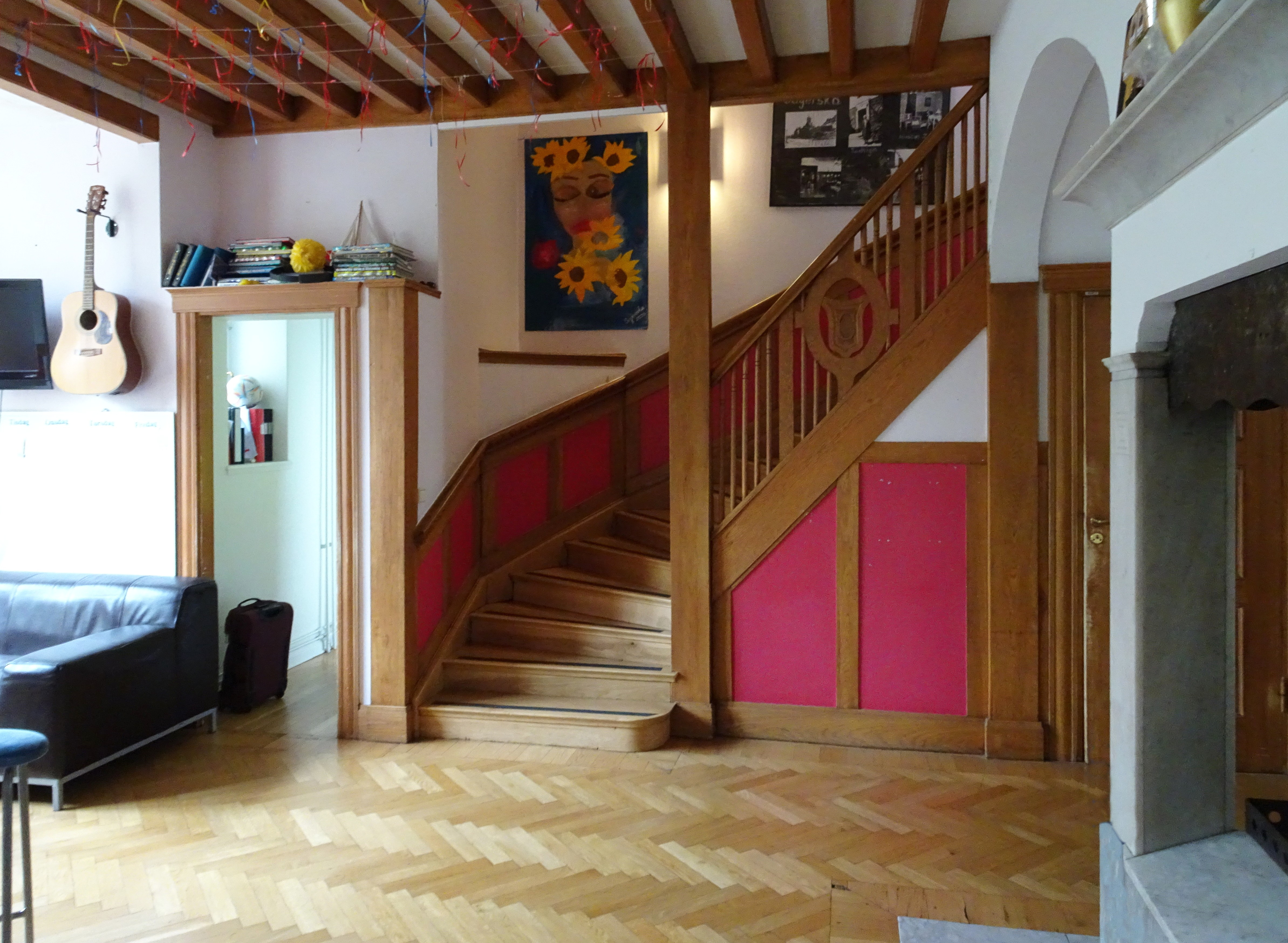
Entréhall, bottenvåning.
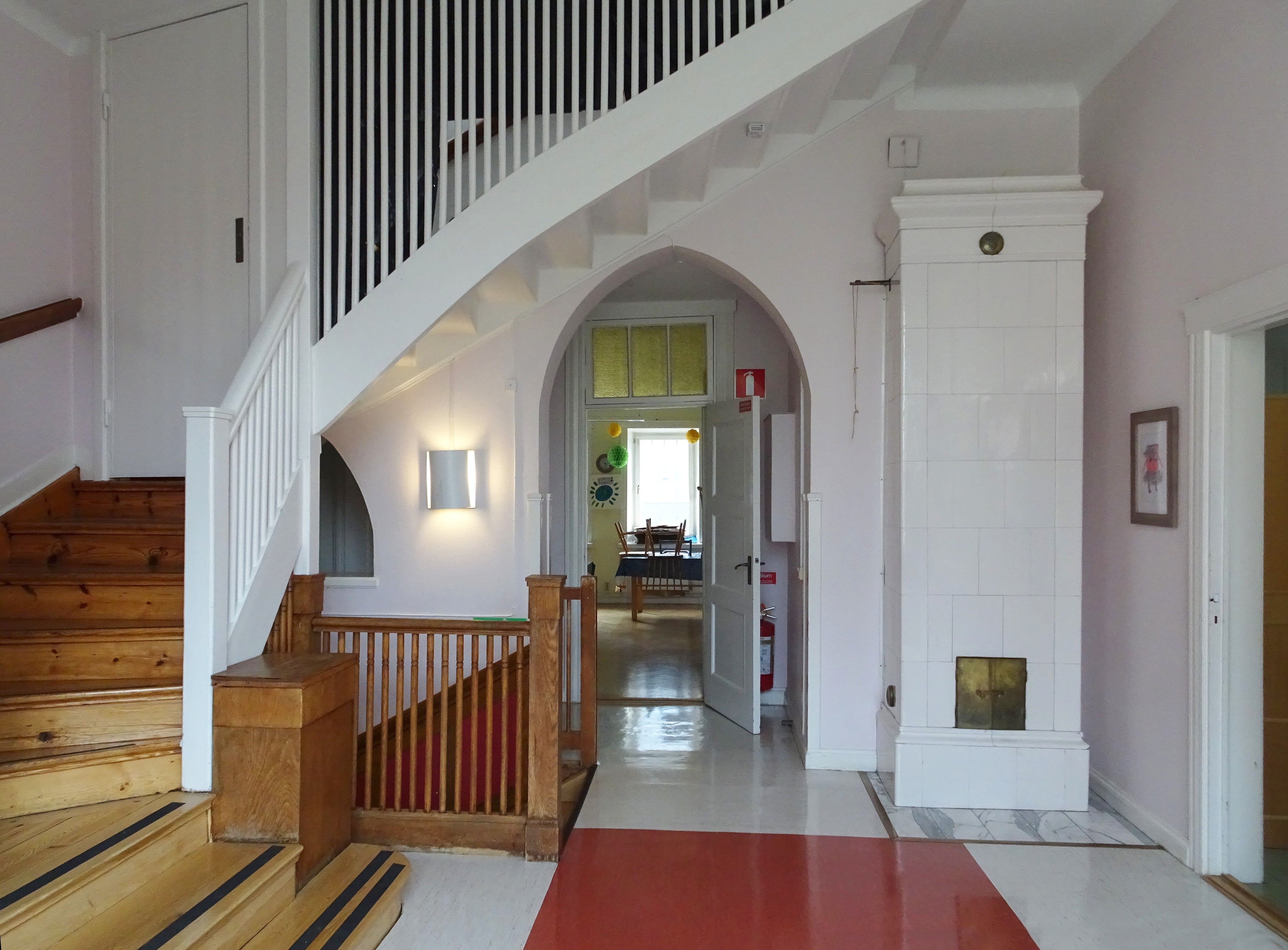
Entréhall, våning 1 trappa.
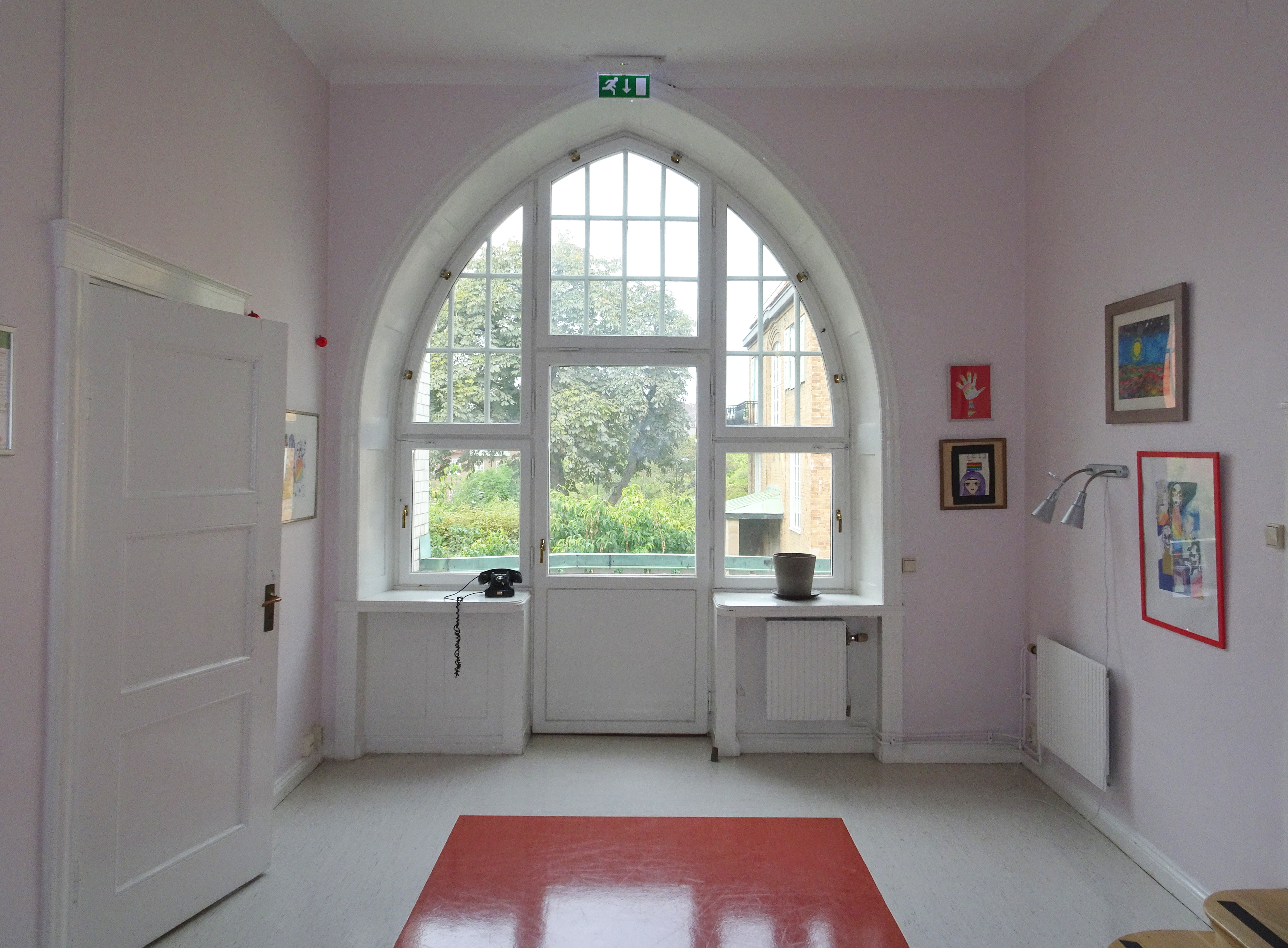
F.d. vardagsrum med balkong, våning 1 trappa.

## Husets vidare öden
Byggherren Cronvall innehade fastigheten in på 1960-talet och efter hans död 1963 såldes den för 823 000 kronor till den excentriske och förmögne civilingenjören John-Henry Sager. Sager sökte en ny bostad sedan Sagerska husen vid Hamngatan, där han bodde, skulle rivas. Därefter präglades fastighetens historia under cirka 20 år av Sager. Han inredde huset med en mängd dyrbara konstföremål som han tagit till vara från rivningen av de Sagerska husen. Förutom Piplärkan 13 vid Uggelviksgatan ägde Sager Ryfors bruk i Västergötland och några hyresfastigheter i centrala Stockholm.
Efter Sagas död 1984 efterlämnade han en förmögenhet om 25 miljoner kronor. Villan vid Uggelviksgatan ärvdes av hans dotter Yvonne Sager, gift Johard (1943–2014). Hon ville dock inte bo i huset som sedan stod tom en tid och fick täta besök av inbrottstjuvar. Slutligen hyrde hon ut fastighetens lokaler till närbelägna Engelbrektsskolan. Det krävdes en omfattande renovering och ombyggnad för att byggnaden skulle fungera som fritidshem för skolan. För kostnaderna stod Yvonne Sager. I samband med ombyggnadsarbetena hittade byggarbetare en av Sager gömd skatt som bestod av 20 kilogram nedsmält guld och platina, gömt inmurat i en dubbelvägg. Villan och den gömda skatten omnämns i Hans Hatwigs dubbelmemoarer från 2014 Miljardären som visste för mycket: mitt livs historia delad med John-Henry Sager. Sedan 1986 driver Engelbrektsskolan här ”Fritidshemmet Sagerska” för elever i årskurs 3. Idag (2022) ägs fastigheten av Yvonne Sager Johards make Urban Johard.

Exteriörbilder
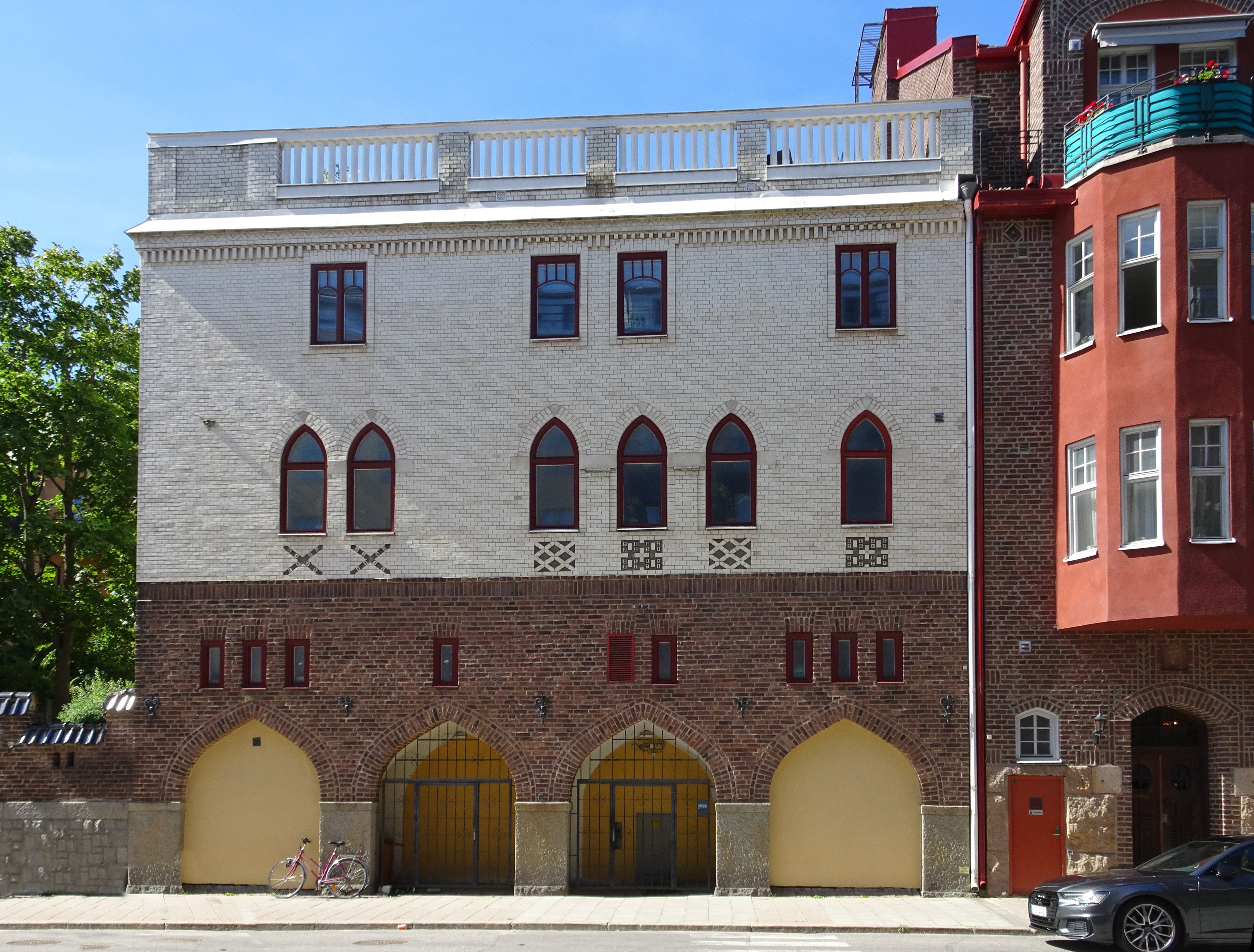
Fasad mot Uggelviksgatan.
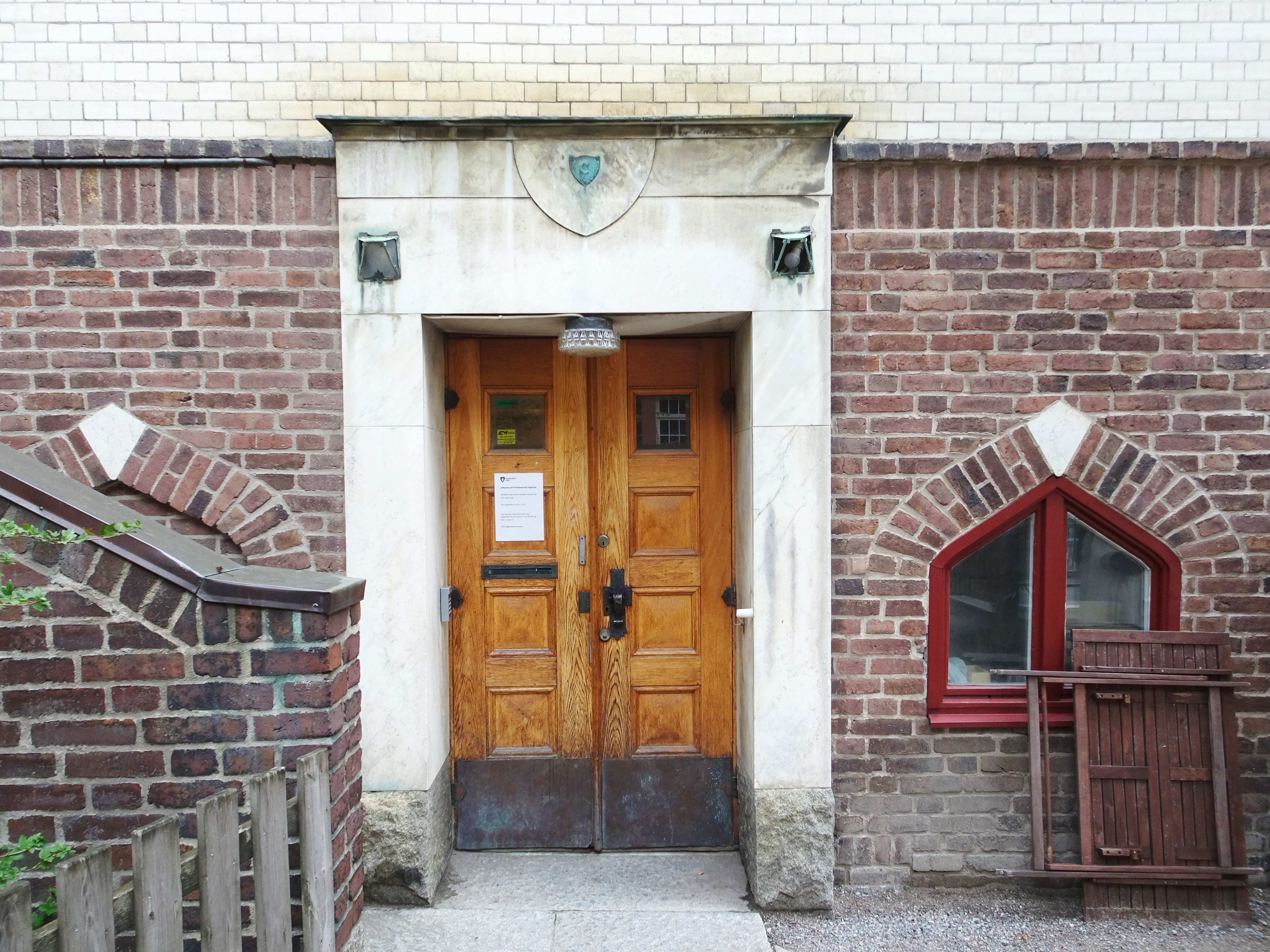
Huvudentrén på gaveln.
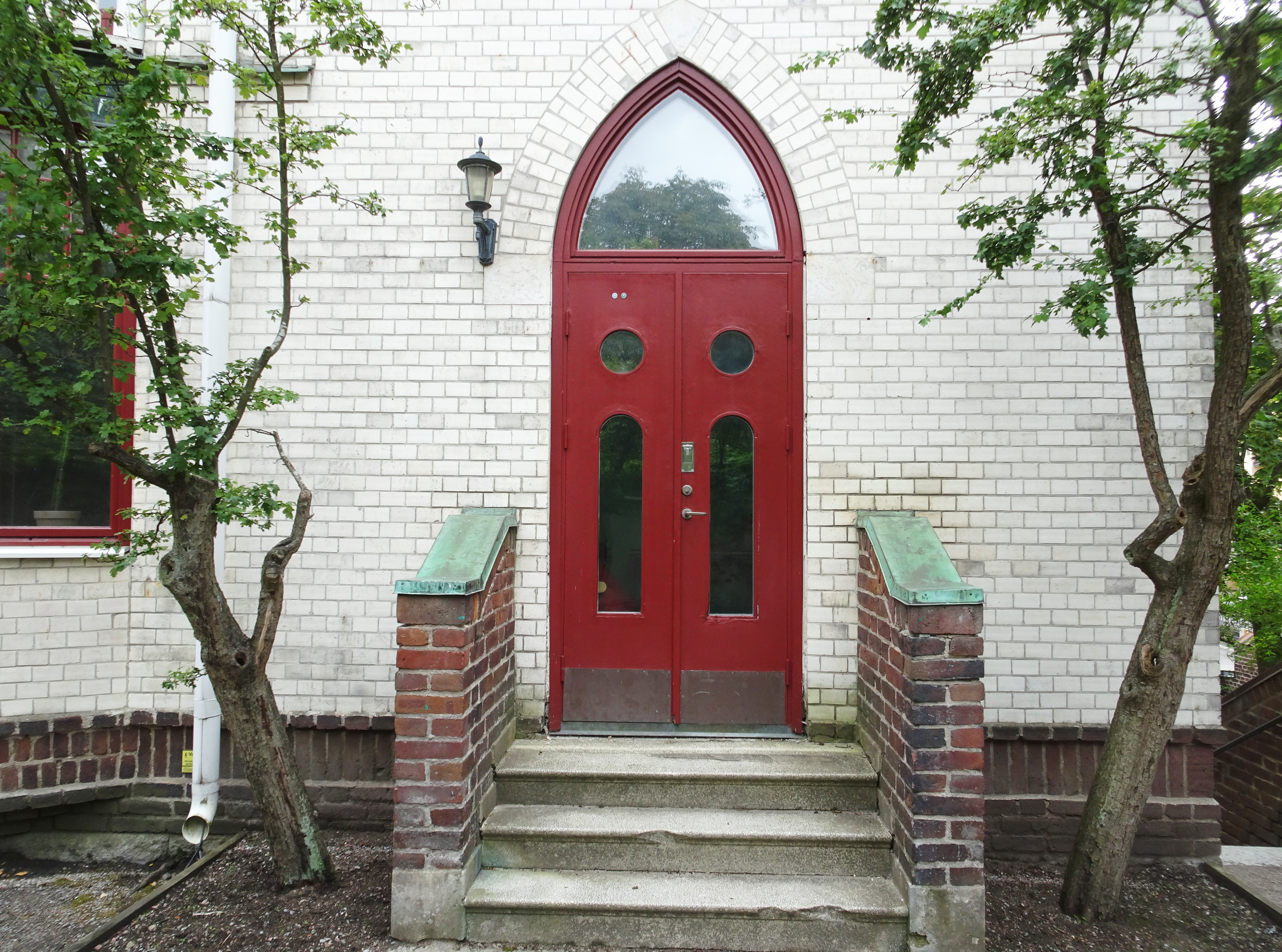
Den ursprungliga dörren till fruns rum från trädgården.
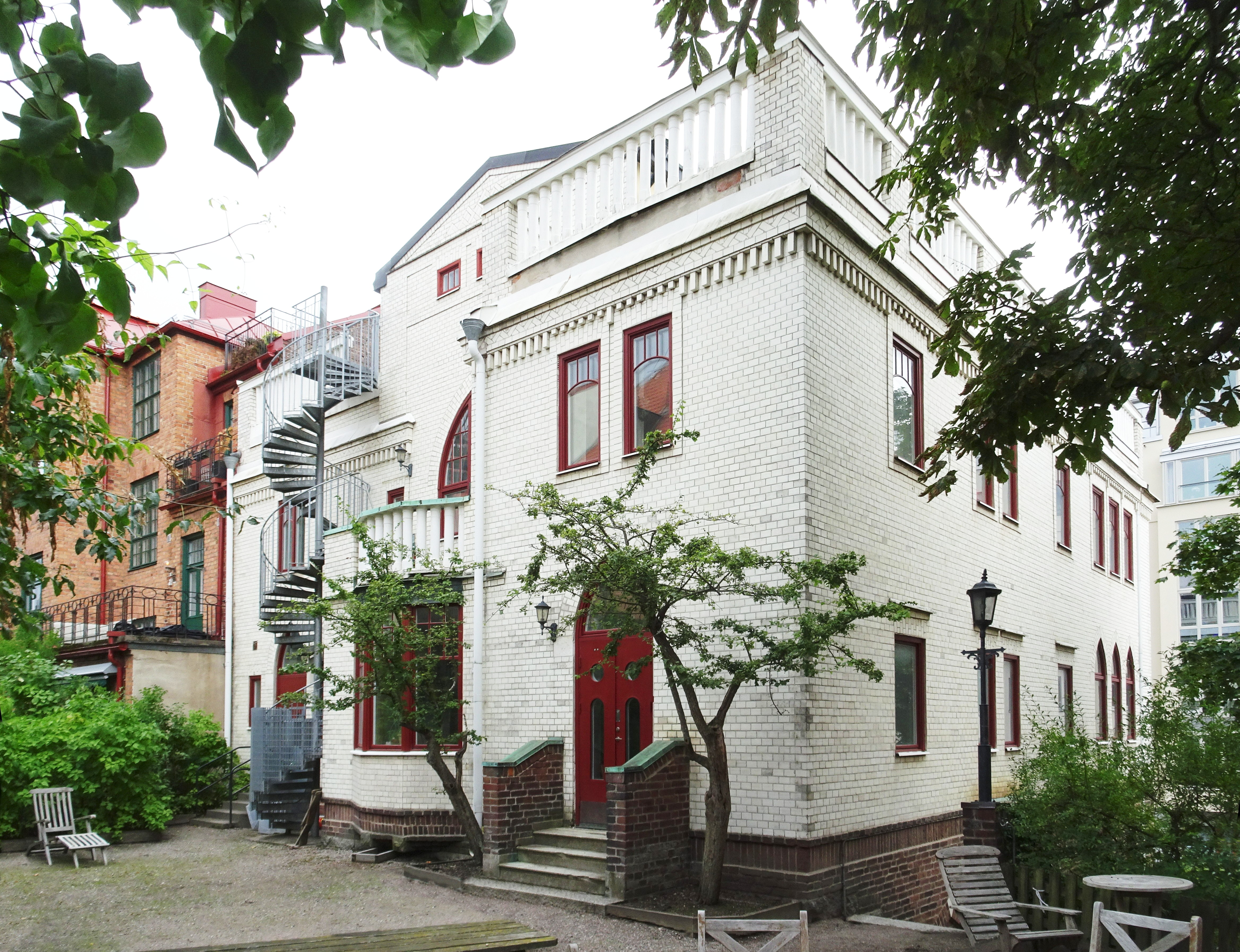
Fasad mot gården.